# At His Best (Lou Donaldson)
At His Best è un album di Lou Donaldson, pubblicato dalla Cadet Records nel 1966. Il disco fu registrato il 30 agosto del 1966 al RCA Studios di New York.

## Tracce
Lato A
1. Greasy Papa – 6:25 (Lou Donaldson)
2. Tangerine – 3:02 (Johnny Mercer, Victor Schertzinger)
3. Wig Blues – 3:53 (Lou Donaldson)
4. Blues #3 – 5:54 (Lou Donaldson)

Lato B
1. Win, Lose or Draw – 6:08 (Lou Donaldson)
2. Be Anything but Be Mine – 4:53 (Irving Gordon)
3. Day by Day – 7:20 (Sammy Cahn, Axel Stordahl, Paul Weston)

## Musicisti
Lou Donaldson Quintet
- Lou Donaldson - sassofono alto
- Bill Hardman - tromba
- William Gardner - organo
- Calvin Newborn - chitarra
- Grady Tate - batteria